# Mud (Band)
Mud (deutsch: Schlamm oder Matsch) war eine britische Glam-Rock-Band der 1970er Jahre.

## Bandgeschichte
Die Gruppe wurde 1966 in Carshalton in der englischen Grafschaft Surrey von den Schulfreunden Les Gray, Dave Mount, Ray Stiles und Rob Davis gegründet. Zunächst war sie eine von vielen drittklassigen, schlecht bezahlten britischen Clubbands, bis sie 1972 bei der Plattenfirma RAK Records von Mickie Most einen Vertrag bekam.
Die Produzenten Nicky Chinn und Mike Chapman (Chinnichap) bauten Mud als weitere Glamrockband neben ihren anderen erfolgreichen Produkten wie The Sweet und etwa zeitgleich Suzi Quatro und Smokie auf.
Rock-and-Stomp-Nummern wie Crazy, Dyna-Mite, Tiger Feet, The Cat Crept In, Rocket und das Buddy-Holly-Cover Oh Boy stürmten die europäischen Charts. Zwischen 1973 und 1976 platzierte Mud elf Titel in den britischen Top Ten, in Deutschland gelang dieser Erfolg fünf Mal. Weniger bekannt ist ihre Version von Glenn Millers In the Mood, die 1974 unter dem Bandnamen Dum als Single erschienen ist.
Nachdem die Zusammenarbeit mit RAK Records und dem Duo Chinn/Chapman Mitte 1975 endete (letzte Original-Single auf RAK war One Night), stand die Gruppe unter anderem noch bei Private Stock Records (ab L'L'Lucy), RCA Records und Carrere unter Vertrag. Als weitere Erfolge ausblieben, löste sich die Band 1980 auf.
Äußere Markenzeichen waren die Pilotenbrille des Leadsängers, die gleichförmigen Bewegungen und Tanzschritte und der uniformierte Auftritt in gleichfarbigen Partyanzügen oder Overalls (der damaligen Mode entsprechend mit breitem Hemdkragen und Schlaghosen), wovon lediglich der Gitarrist Rob Davis abwich, der zwar farblich übereinstimmend, jedoch in den ersten Jahren mit einer Art Damenkleid, schillerndem Ohrgehänge und ebensolchen Halsketten einen androgynen Charakter verkörpern sollte, wie er für Bands des Glamrocks typisch war. Dazu zeigten Bandmitglieder (oder begleitende Tänzer) oftmals einen besonderen Bühnentanz, bei dem zwei Personen gegenüber stehen und diese sich mit ruckartigen Bewegungen der Oberkörper zueinander und so abwechselnd einander vorbei bewegten, die Daumen lässig im eigenen Gürtel verhakt. Hatte einer der Beteiligten eine Gitarre in der Hand, waren die Bewegungen weniger ausladend.
Rob Davis trat später als Co-Autor von Hits wie Groovejet (If This Ain’t Love) (Spiller, 2000) oder Can’t Get You out of My Head (Kylie Minogue, 2001) in Erscheinung.
Bassist Ray Stiles ist seit 1986 Mitglied der Hollies.
Der Sänger Les Gray erlag im Februar 2004 einem Herzinfarkt, nachdem er an Krebs erkrankt war.
Im Dezember 2006 starb der Schlagzeuger Dave Mount.

## Diskografie

### Studioalben
| Jahr | Titel                | Höchstplatzierung, Gesamtwochen, AuszeichnungChartplatzierungen (Jahr, Titel, Platzierungen, Wochen, Auszeichnungen, Anmerkungen) | Höchstplatzierung, Gesamtwochen, AuszeichnungChartplatzierungen (Jahr, Titel, Platzierungen, Wochen, Auszeichnungen, Anmerkungen) | Höchstplatzierung, Gesamtwochen, AuszeichnungChartplatzierungen (Jahr, Titel, Platzierungen, Wochen, Auszeichnungen, Anmerkungen) | Anmerkungen                          |
| Jahr | Titel                | DE | AT | UK | Anmerkungen                          |
| ---- | -------------------- | --- | --- | --- | ------------------------------------ |
| 1974 | Mud Rock Vol. 1      | DE16 (16 Wo.)DE | AT9 (8 Wo.)AT | UK8 Gold · (35 Wo.)UK | Erstveröffentlichung: September 1974 |
| 1975 | Mud Rock Vol. 2      | DE34 (12 Wo.)DE | — | UK6 Gold · (12 Wo.)UK | Erstveröffentlichung: Juli 1975      |
| 1975 | Use Your Imagination | — | — | UK33 Silber · (5 Wo.)UK | Erstveröffentlichung: Dezember 1975  |

Weitere Studioalben
- 1976: It’s Better Than Working
- 1978: Rock On
- 1979: As You Like It
- 1990: Sealed with a Kiss

### Kompilationen
| Jahr | Titel               | Höchstplatzierung, Gesamtwochen, AuszeichnungChartplatzierungen (Jahr, Titel, Platzierungen, Wochen, Auszeichnungen, Anmerkungen) | Höchstplatzierung, Gesamtwochen, AuszeichnungChartplatzierungen (Jahr, Titel, Platzierungen, Wochen, Auszeichnungen, Anmerkungen) | Anmerkungen                        |
| Jahr | Titel               | DE | UK | Anmerkungen                        |
| ---- | ------------------- | --- | --- | ---------------------------------- |
| 1975 | Mud’s Greatest Hits | DE43 (4 Wo.)DE | UK25 Silber · (6 Wo.)UK | Erstveröffentlichung: Oktober 1975 |

Weitere Kompilationen
- 1976: Mud Rocks
- 1976: BRAVO präsentiert: Mud
- 1977: Mudpack
- 1990: Let’s Have a Party – The Best of Mud
- 1993: Mud Is Back
- 1993: The Night Has a 1000 Eyes
- 1993: Mud
- 1994: L-L-Lucy
- 1994: Dynamite
- 1995: Gold
- 1995: Original Hits
- 1996: The Gold Collection
- 1997: Rock ’n’ Roll Stars (Del Shannon, Fats Domino, Little Richard und Les Gray’s Mud) (Box mit 4 CDs)
- 1998: The Very Best of Mud
- 1998: Oh Boy
- 1998: Careless Love
- 2000: Greatest Hits
- 2000: Best of the 70’s
- 2004: A’s, B’s & Rarities
- 2009: Rock On / As You Like It

### Singles
| Jahr | Titel Album                                 | Höchstplatzierung, Gesamtwochen, AuszeichnungChartplatzierungen (Jahr, Titel, Album, Platzierungen, Wochen, Auszeichnungen, Anmerkungen) | Höchstplatzierung, Gesamtwochen, AuszeichnungChartplatzierungen (Jahr, Titel, Album, Platzierungen, Wochen, Auszeichnungen, Anmerkungen) | Höchstplatzierung, Gesamtwochen, AuszeichnungChartplatzierungen (Jahr, Titel, Album, Platzierungen, Wochen, Auszeichnungen, Anmerkungen) | Höchstplatzierung, Gesamtwochen, AuszeichnungChartplatzierungen (Jahr, Titel, Album, Platzierungen, Wochen, Auszeichnungen, Anmerkungen) | Anmerkungen                                                                                 |
| Jahr | Titel Album                                 | DE | AT | CH | UK | Anmerkungen                                                                                 |
| ---- | ------------------------------------------- | --- | --- | --- | --- | ------------------------------------------------------------------------------------------- |
| 1973 | Crazy Mud’s Greatest Hits                   | DE40 (1 Wo.)DE | — | — | UK12 (12 Wo.)UK | Erstveröffentlichung: 26. Januar 1973                                                       |
| 1973 | Hypnosis Mud’s Greatest Hits                | — | — | — | UK16 (13 Wo.)UK | Erstveröffentlichung: 8. Juni 1973                                                          |
| 1973 | Dyna-mite Mud Rock                          | DE37 (7 Wo.)DE | — | — | UK4 Silber · (12 Wo.)UK | Erstveröffentlichung: 5. Oktober 1973                                                       |
| 1974 | Tiger Feet Mud Rock                         | DE6 (20 Wo.)DE | AT6 (16 Wo.)AT | CH5 (10 Wo.)CH | UK1 Gold · (11 Wo.)UK | Erstveröffentlichung: 4. Januar 1974                                                        |
| 1974 | The Cat Crept In Mud Rock                   | DE5 (14 Wo.)DE | AT12 (4 Wo.)AT | — | UK2 Silber · (9 Wo.)UK | Erstveröffentlichung: 5. April 1974                                                         |
| 1974 | Rocket Mud Rock                             | DE8 (20 Wo.)DE | AT3 (16 Wo.)AT | — | UK6 (9 Wo.)UK | Erstveröffentlichung: 19. Juli 1974                                                         |
| 1974 | Lonely This Christmas Mud’s Greatest Hits   | — | — | — | UK1 Platin · (41 Wo.)UK | Erstveröffentlichung: 22. November 1974 inkl. 4 Chartwochen der Wiederveröffentlichung 1985 |
| 1975 | The Secrets That You Keep Mud Rock Vol. 2   | DE28 (3 Wo.)DE | — | — | UK3 Silber · (9 Wo.)UK | Erstveröffentlichung: 21. Februar 1975                                                      |
| 1975 | Oh Boy Mud Rock Vol. 2                      | DE2 (23 Wo.)DE | AT5 (16 Wo.)AT | — | UK1 Silber · (9 Wo.)UK | Erstveröffentlichung: 27. März 1975                                                         |
| 1975 | Moonshine Sally Mud’s Greatest Hits         | DE8 (12 Wo.)DE | — | — | UK10 (7 Wo.)UK | Erstveröffentlichung: 13. Juni 1975                                                         |
| 1975 | One Night Mud Rock Vol. 2                   | DE34 (1 Wo.)DE | — | — | UK32 (4 Wo.)UK | Erstveröffentlichung: 18. Juli 1975                                                         |
| 1975 | L-L-Lucy Use Your Imagination               | DE19 (13 Wo.)DE | — | — | UK10 (6 Wo.)UK | Erstveröffentlichung: 29. September 1975                                                    |
| 1975 | Show Me You’re a Woman Use Your Imagination | DE43 (2 Wo.)DE | — | — | UK8 (8 Wo.)UK | Erstveröffentlichung: 14. November 1975                                                     |
| 1976 | Hula Love Mud Rock Vol. 2                   | DE38 (2 Wo.)DE | — | — | — | Erstveröffentlichung: 23. Februar 1976                                                      |
| 1976 | Shake It Down Mud Pack                      | DE45 (2 Wo.)DE | — | — | UK12 (8 Wo.)UK | Erstveröffentlichung: 7. Mai 1976                                                           |
| 1976 | Lean on Me Mud Pack                         | — | — | — | UK7 Silber · (9 Wo.)UK | Erstveröffentlichung: 19. November 1976                                                     |

Weitere Singles
- 1967: Flower Power
- 1968: Up the Airy Mountain
- 1969: Shangri-La
- 1970: Jumping Jehosaphat
- 1974: In the Mood (als Dum)
- 1975: Use Your Imagination
- 1976: Living Doll
- 1976: Let’s Have a Party
- 1976: Nite on the Tiles
- 1977: Slow Talking Boy
- 1977: Just Try (A Little Tenderness)
- 1977: Beating Round the Bush
- 1978: Cut Across Shorty
- 1978: Drift Away
- 1978: Why Do Fools Fall in Love
- 1979: Drop Everything and Run
- 1979: You’ll Like It
- 1980: Rico (als Ring)
- 1983: Lipstick on Your Collar

## Auszeichnungen für Musikverkäufe
| Goldene Schallplatte - Finnland - 1976: für das Album Mud Rock |

Anmerkung: Auszeichnungen in Ländern aus den Charttabellen bzw. Chartboxen sind in ebendiesen zu finden.
| Land/RegionAuszeichnungen für Musikverkäufe (Land/Region, Auszeichnungen, Verkäufe, Quellen) | Silber     | Gold     | Platin  | Verkäufe  | Quellen   |
| -------------------------------------------------------------------------------------------- | ---------- | -------- | ------- | --------- | --------- |
| Finnland (IFPI)                                                                              | —          | Gold1    | —       | 20.000    | ifpi.fi   |
| Vereinigtes Königreich (BPI)                                                                 | 7× Silber7 | 3× Gold3 | Platin1 | 2.670.000 | bpi.co.uk |
| Insgesamt                                                                                    | 7× Silber7 | 4× Gold4 | Platin1 |           |           |